# باشگاه فوتبال بانگا گارگژدای
باشگاه فوتبال بانگا گارگژدای یک باشگاه فوتبال لیتوانیایی از شهر گارگژدای است.

## تاریخچه
این باشگاه در سال ۱۹۶۶ میلادی تأسیس شد. در خلال سال‌های ۱۹۶۶ تا ۱۹۹۰ در لیگ فوتبال شوروی فعال بود.
از سال ۱۹۹۰ این تیم در لیگ برتر لیتوانی بازی کرد. در سال‌های ۲۰۰۶ تا ۲۰۰۸ در لیگ دسته اول قرار داشت. پس از سال ۲۰۰۹ به لیگ دسته برتر صعود کرد. سپس دوباره در سال ۲۰۱۴ به دسته اول سقوط کرد. این تیم در سال ۲۰۱۹ دسته اول را با مقام دوم تمام کرد و در رقابت انتخابی موفق به صعود مجدد به لیگ برتر پس از ۵ سال شد.

## دستاوردها
- جام لیتوانی :
  - جایگاه دوم: ۲۰۱۱، ۲۰۱۴، ۲۰۱۹.

## فصول اخیر
| فصل      | مرحله | لیگ          | محل | وب     | یادداشت        |
| -------- | ----- | ------------ | --- | ------ | -------------- |
| ۲۰۰۴     | ۳     | لیگ دو (غرب) | ۳   | [ ۳ ]  |                |
| ۲۰۰۵     | ۳     | لیگ دو (غرب) | ۵   | [ ۴ ]  | صعود به لیگ یک |
| ۲۰۰۶     | ۲     | لیگ یک       | ۱۲  | [ ۵ ]  |                |
| ۲۰۰۷     | ۲     | لیگ یک       | ۶   | [ ۶ ]  |                |
| ۲۰۰۸     | ۲     | لیگ یک       | ۴   | [ ۷ ]  | صعود به لیگ آ  |
| ۲۰۰۹     | ۱     | لیگ آ        | ۶   | [ ۸ ]  |                |
| ۲۰۱۰     | ۱     | لیگ آ        | ۶   | [ ۹ ]  |                |
| ۲۰۱۱     | ۱     | لیگ آ        | ۶   | [ ۱۰ ] |                |
| ۲۰۱۲     | ۱     | لیگ آ        | ۶   | [ ۱۱ ] |                |
| ۲۰۱۳     | ۱     | لیگ آ        | ۶   | [ ۱۲ ] |                |
| ۲۰۱۴     | ۱     | لیگ آ        | ۹   | [ ۱۳ ] | سقوط           |
| ۲۰۱۵     | ۲     | لیگ یک       | ۳   | [ ۱۴ ] |                |
| ۲۰۱۶     | ۲     | لیگ یک       | ۶   | [ ۱۵ ] |                |
| ۲۰۱۷     | ۲     | لیگ یک       | ۲   | [ ۱۶ ] |                |
| ۲۰۱۸     | ۲     | لیگ یک       | ۳   | [ ۱۷ ] |                |
| ۲۰۱۹     | ۲     | لیگ یک       | ۲   | [ ۱۸ ] | صعود به لیگ آ  |
| سال ۲۰۲۰ | ۱     | لیگ آ        | .   |        |                |

## حضور در رقابت‌های اروپایی
منبع: uefa.com
آخرین بروزرسانی: ۱۱ ژوئیه 2014
| رقابت     | مسابقات | ب | م | ل | گ ز | گ خ |
| --------- | ------- | - | - | - | --- | --- |
| لیگ اروپا | ۴       | ۰ | ۱ | ۳ | ۰   | ۱۱  |
| جمع       | ۴       | ۰ | ۱ | ۳ | ۰   | ۱۱  |

### رقابت‌ها
| Season  | Competition | Round | Club                        | مرحله اول | مرحله دوم | نهایی |
| ------- | ----------- | ----- | --------------------------- | --------- | --------- | ----- |
| ۲۰۱۱–۱۲ | لیگ اروپا   | ۱Q    | باشگاه فوتبال قره‌باغ        | ۰–۴       | ۰–۳       | ۰–۷   |
| ۲۰۱۴–۱۵ | لیگ اروپا   | ۱Q    | باشگاه فوتبال اسلایگو راورز | ۰–۰       | ۰–۴       | ۰–۴   |

## مدیران
- Fiodoras Finkelis (19??–77)
- Leonardas Lukavičius (1990–95)
- Fabio Lopez (2008)
- Valdas Ivanauskas (2008–09)
- Vytautas Jančiauskas (2009–10)
- آرمیناس ناربکوواس (۱۶ دسامبر ۲۰۰۹ – Jan 1, 2012)
- Vaidas Žutautas (Jan 6, 2012–2013)
- Vaidas Žutautas (2013–2014)
- Maksim Tishchenko (2014–2015)
- Vaidas Žutautas (2015–2016)
- Tomas Tamošauskas[۱۹] (۲۰۱۷–)